# تسویوشی اوتسوکی
تسویوشی اوتسوکی (انگلیسی: Tsuyoshi Otsuki؛ زادهٔ ۱ دسامبر ۱۹۷۲) بازیکن فوتبال اهل ژاپن است.